# Levantamiento del gueto de Częstochowa
El levantamiento del gueto de Częstochowa fue una insurrección en el gueto de Częstochowa en Polonia contra las fuerzas de ocupación alemanas durante la Segunda Guerra Mundial. Tuvo lugar a finales de junio de 1943 y resultó en la muerte de unos 2.000 judíos.
El gueto se estableció después de un día conocido como Lunes Sangriento, un día en el que los nazis mataron a 300 ciudadanos judíos en su ocupación de la ciudad de Częstochowa. El gueto duró desde su creación el 3 de septiembre de 1939 hasta su liberación por parte del Ejército Rojo en enero de 1945. Los prisioneros del gueto fueron obligados a trabajar en fábricas de mano de obra esclava. A lo largo de la vida de este sitio, albergó a 48.000 judíos polacos, de los cuales, 40.000 fueron deportados al campo de exterminio de Treblinka.
El primer caso de resistencia armada tuvo lugar el 4 de enero de 1943, en el llamado Gran Gueto establecido por los alemanes en abril de 1941. Durante la "selección" de unos 500 judíos para ser deportados al gueto de Radomsko, estalló un tiroteo. en la Plaza de Varsovia (ahora, Plaza de los Héroes del Gueto) en la que fueron asesinados Mendel Fiszelewicz (Fiszelowicz) junto con Isza Fajner. 50 jóvenes judíos fueron ejecutados en represalia.

## Insurgencia a gran escala
La liquidación final del llamado Pequeño Gueto (campo de trabajo para la fábrica de municiones) comenzó en junio de 1943, después de cuatro meses de ejecuciones masivas en el Cementerio (ancianos judíos, niños, intelectuales) y "selecciones" de judíos para deportarlos a campos de trabajo incluso en Bliżyn. El 25 (o 26) de junio de 1943 estalló un levantamiento completo, organizado por la Organización de Combatientes Judíos, a pesar de que los insurgentes estaban débilmente armados. Se atrincheraron en búnkeres a lo largo de la calle Nadrzeczna. En los combates y masacres posteriores murieron 1.500 judíos. El líder del levantamiento, Mordechaj Zylberberg, se suicidó cuando los alemanes estaban a punto de capturar su búnker en Nadrzeczna. El levantamiento fue reprimido el 30 de junio de 1943 con 500 judíos adicionales quemados vivos o enterrados bajo los escombros del Pequeño Gueto. Los 3.900 fugitivos restantes fueron detenidos y enviados al campamento en Warta o encarcelados en las prisiones de trabajo cercanas, Hasag Pelcery y Huta Częstochowa. Sin embargo, el gueto de Częstochowa no fue liquidado. Unos 10.000 judíos fueron traídos de Skarżysko-Kamienna en 1944. Alrededor de 5.200 de ellos fueron liberados por el Ejército Rojo a mediados de enero de 1945.